# Glossaire ferroviaire
 (mars 2022).
Ce glossaire ferroviaire recense certains termes utilisés dans les articles intéressant le domaine des chemins de fer. Il comprend des termes généraux et des termes du jargon cheminot.

## Termes généraux
- Haut – A
- B
- C
- D
- E
- F
- G
- H
- I
- J
- K
- L
- M
- N
- O
- P
- Q
- R
- S
- T
- U
- V
- W
- X
- Y
- Z

### A
- AAR : Association of American Railroads, association des chemins de fer nord-américains.
- Activité : en France, pour la SNCF, service auquel un engin est affecté. Exemples : Fret, TER, etc.
- AdC : en France, pour la SNCF, agent de conduite.
- Adif : en Espagne, Administrador de infraestructuras ferroviarias
- AdV : en France, appareil de voie.
- AF : Autoroute ferroviaire (Bettembourg – Le Boulou / Calais – Le Boulou).
- AFA : Autoroute ferroviaire alpine (Aiton – Orbassano).
- AFAC : Association française des amis des chemins de fer.
- AFGG : Autoroute ferroviaire à grand gabarit (type navette d'Eurotunnel).
- Agent-circulation (AC) : en France, pour la SNCF, agent, quelles que soient ses autres fonctions, désigné pour assurer le service de la circulation en application des règlements correspondants.
- Agent d'accompagnement : en France, pour la SNCF, agent, quelles que soient ses autres fonctions, chargé dans un train, tant en marche que lors des arrêts, de certaines attributions concernant la sécurité, qui lui sont dévolues par les règlements.
- Agent de desserte : en France, pour la SNCF, agent, quelles que soient ses autres fonctions, chargé d'appliquer les consignes de desserte. Sur les lignes à trafic restreint, agent du train chargé d'appliquer les prescriptions du règlement correspondant.
- Agent E : en France, pour la SNCF, agent sécurité électrique, chargé de l'exploitation des caténaires secondaires de son établissement (gare, établissement traction, ...).
- Agent formation : en France, pour la SNCF, agent, quelles que soient ses autres fonctions, responsable de l'application des règles relatives à la composition des trains.
- AGIFI : Association des gestionnaires d'infrastructures ferroviaires indépendants
- AGV : automotrice à grande vitesse.
- Aiguille : appareil de voie qui permet le passage des trains d'une voie vers une autre.
- AL : sigle d'une ancienne administration française, l'Administration des chemins de fer d'Alsace et de Lorraine.
- AMEC : en France, sigle signifiant autorisation de mise en exploitation commerciale. Cette autorisation, obligatoire, concerne le matériel roulant (sur le réseau ferré national) ou l'infrastructure, qu'il soit nouveau ou substantiellement modifié. L'AMEC est délivrée par l'Établissement public de sécurité ferroviaire, après vérification de la conformité à la réglementation de sécurité, voire, si nécessaire, de l'interopérabilité[1],[2].
- Amont : en France, un point A est « en amont » d'un point B lorsqu'il est rencontré avant le point B dans le sens considéré.
- Anspect : terme de marine. En France, longue barre de bois munie d'un sabot métallique permettant à un homme de déplacer un wagon. En Suisse, on utilise l'expression « pince à wagon ».
- Arrêt : lieu isolé, en général une halte, où les trains s'arrêtent si un voyageur en fait la demande.
- Arrêt d'urgence : arrêt obtenu en disposant des appareils de commande du frein automatique sur la fonction serrage d'urgence.
- ATO : Automatic Train Operation, système de conduite automatique.
- Attelage automatique numérique : DAC, digital automatic coupling pour le fret ferroviaire[3].
- AuM : autorisation de mise en mouvement.
- Aval : en France, un point A est « en aval » d'un point B lorsqu'il est rencontré après le point B dans le sens considéré. En double voie, ce sens est le sens normal de circulation. Si le point B est un signal, ce sens est celui des circulations auxquelles ce signal s'adresse.

### B
- Ballast : couche minérale permettant de maintenir les traverses et donc la voie ferrée.
- BAL : Block automatique lumineux.
- BAPR : Block automatique à permissivité restreinte.
- BEMU : Unité multiple électrique à batterie, battery electric multiple units
- Block : système de cantonnement.
- BM : Block manuel.
- BMU : Block Manuel Unifié  est un système de signalisation ferroviaire utilisé pour réguler le trafic des trains sur certaines lignes, notamment celles où le trafic est faible ou modéré et où une signalisation sophistiquée n’est pas indispensable. Ce système est principalement manuel, avec un contrôle des trains opéré localement par des agents dans les gares.
- BMVU : Block manuel de voie unique.
- BNSF : compagnie américaine du Burlington Northern and Santa Fe Railway, chemin de fer de classe I.
- BR : British Rail (originellement British Railways), les chemins de fer britanniques de 1948 à 1997.
- Brûler le dur : expression désuète, signifiant voyager en train sans avoir acheté un titre de transport.
- BV : le bâtiment voyageurs d'une gare.

### C
- C2MI : en France, pour la SNCF, centre de maintenance des matériels de l'activité infrastructure.
- Caboose : fourgon-frein en Amérique du Nord[4].
- CAF : Construcciones y Auxiliar de Ferrocarriles, un constructeur espagnol de matériel ferroviaire.
- Canari : surnom du train circulant sur la ligne de Cerdagne (en raison de sa couleur jaune).
- Canton : division d'une section de ligne, permettant l'espacement des circulations.
- CAPI : Cantonnement assisté par informatique
- Capitole : nom de baptême d'un train ayant circulé entre Paris et Toulouse de 1960 au début des années 1990.
- Carré : en France, signal d'arrêt absolu.
- Carré : surnom de la clé de Berne, servant de clé d'accès aux cheminots français. En Suisse, elle est appelée « clé carrée ».
- Caténaire : système d'alimentation électrique aérienne.
- CBTC : Contrôle des trains basé sur la communication.
- CCR : Commande centralisée du réseau, un projet de Réseau ferré de France visant à regrouper les 1 500 postes d'aiguillages en 16 centres régionaux et un centre national.
- CD : České dráhy, compagnie nationale tchèque de chemin de fer.
- CDL : en France, conducteur de ligne.
- CDV : circuit de voie.
- CFBS : Chemin de fer de la baie de Somme.
- CFC : Chemins de fer de la Corse.
- CFF : Chemins de fer fédéraux suisses.
- CFL : Société nationale des chemins de fer luxembourgeois.
- CFR : pour Căile Ferate Române. Chemins de fer roumains.
- CFTA : Société générale de chemins de fer et de transports automobiles, aujourd'hui Transdev Rail.
- Chaînage (origine du) : certains points kilométriques (PK) ne sont pas calculés à partir du début de la ligne où il se trouvent, mais à partir de l'origine d'une autre ligne. Cette gare d'origine s'appelle l'« origine du chaînage ». Exemple : sur la ligne de Dijon-ville à Vallorbe, les points kilométriques sont calculés à partir de Paris-Gare de Lyon, « origine du chaînage ».
- Chaudron : Structure ou caisse d’un véhicule ferroviaire.
- Chef de bosse : en France, pour la SNCF, agent responsable du débranchement et assurant la télécommande de l'engin moteur de manœuvre.
- Chef d'établissement : en France, pour la SNCF, agent dirigeant, responsable d'un établissement.
- Chef de la manœuvre : en France, pour la SNCF, agent, quelles que soient ses autres fonctions, responsable de l'exécution d'une manœuvre et qui la commande. En Suisse, le terme est « Chef de manœuvre ».
- Circuit de voie : système de détection des circulations qui utilise un circuit électrique, empruntant les rails d'une voie ferrée, pour détecter la présence d'un train ou d'un véhicule ferroviaire dans la section de voie considérée, appelée zone en France.
- Circulation : terme général par lequel sont désignés à la fois les trains, les évolutions et les manœuvres. En Suisse, le terme utilisé est « convoi ».
- Circulation électrique : toute circulation comportant au moins un pantographe levé (engin moteur électrique, wagon pantographe, ...), ou dont la composition est constituée de matériel bi-mode.
- CIWL : Compagnie internationale des wagons-lits.
- Classe I : catégorie regroupant les compagnies de chemin de fer majeures dans la classification des compagnies de chemin de fer en Amérique du nord.
- CLE : en France, consigne locale d’exploitation dont dérive la consigne locale opérationnelle (CLO).
- CMR : en France, pour la SNCF, cellule matériels radiés.
- CN : en Amérique du Nord, Canadien National, compagnie de chemin de fer de classe I.
- CNC : en France, la compagnie nouvelle de conteneurs, devenue Naviland Cargo.
- CODESS : en France, coordinateur de desserte.
- COEG : en France, pour la SNCF, centre opérationnel exploitation gare[5].
- COMAN : en France, coordinateur de manœuvres.
- Conducteur : en France, pour la SNCF, agent (agent du service de conduite, conducteur de locotracteur ou de draisine) qui assure la conduite d'un engin moteur, quelle que soit la nature de cet engin. En Suisse, le terme équivalent est Mécanicien de locomotive.
- Conductor : en Amérique du Nord, personne présente à bord du train et chargée de sa gestion (gestion des manœuvres, des appareils de voie, interactions avec le personnel responsable des circulations, contrôle des billets, etc.). Il a autorité sur le conducteur de la locomotive (l'Engineer)[6].
- Conduite blanche : Canalisation électrique ou pneumatique assurant la continuité sans autre usage sur le véhicule comme, par exemple, dans les fourgons, au niveau électrique ou, également, la conduite de freinage sur les matériels RATP afin d'acheminer ces rames sur le réseau ferré national.
- Conduite générale (CG) : conduite destinée à assurer la continuité pneumatique sur les véhicules et entre eux, et permet le fonctionnement du frein. La conduite générale comporte à chaque extrémité d'un véhicule ou de l'engin moteur un robinet d'arrêt et un accouplement de frein dont la tête est peinte en noir.
- Conduite principale (CP) : conduite qui équipe certains engins moteurs et véhicules. Elle alimente les équipements de frein, la suspension pneumatique, le fonctionnement des portes, etc. La conduite principale comporte à chaque extrémité d'un véhicule ou de l'engin moteur un robinet d'arrêt et un accouplement de frein dont la tête est peinte en blanc. Il est impossible de relier une conduite principale avec une conduite générale et vice-versa.
- Contre-rail : désigne un rail secondaire établie à l'intérieur des voies pour guider les boudins des roues, notamment lors du passage d'un appareil de voie ou d'un passage à niveau.
- Convoi : en Suisse, terme général désignant les trains et les mouvements de manœuvre, équivalent en France au terme Circulation.
- Conrail : ancienne compagnie de chemin de fer aux États-Unis.
- Corail : type de voiture en service à la SNCF.
- Coupon : c’est un lot de wagons intégrés à un train existant[7]
- Coupure d'urgence : expression par laquelle un agent demande une mise hors tension de la caténaire par les moyens les plus rapides. La demande de coupure d'urgence doit être suivie : du point kilométrique (PK) ou du numéro du support caténaire voisin de l'incident, voie, gares ou postes encadrants, du motif (sauvetage d'une personne par exemple), ainsi que du nom et grade du demandeur.
- COTRI : en France, coordinateur de triage.
- CP :
  - En France, Chemins de fer de Provence. Le CP désigne aussi le numéro d'immatriculation attribué à chaque agent de la SNCF.
  - Au Portugal, Comboios de Portugal.
  - En Amérique du Nord, Canadien Pacifique, compagnie de chemin de fer de classe I.
- CPR : la caisse de prévoyance retraite du personnel SNCF.
- CPS : en France, pour la SNCF, la commande du personnel sédentaire.
- CRO : en France, centre régional des opérations (anciennement PC).
- Crocodile : soit un équipement de sécurité en France, soit une famille de locomotives suisses.
- CRML : en France, conducteur de manœuvre et lignes locales.
- CSRR : Caténaire Simplifiée Renforcée Régularisée
- CSX : en Amérique du Nord, CSX Transportation, compagnie de chemin de fer de classe I.
- CTC : Compagnie de Transports de Céréales (France).
- CTT : en France, cadre transport traction.
- CUU : contrat uniforme d’utilisation des wagons, règlement international remplaçant du RIV.
- CV (comme véhicule) : se dit d'un engin moteur incorporé dans un train comme véhicule remorqué.

### D
- DAC : Digital automatic coupling, Attelage automatique numérique pour le fret ferroviaire[8].
- DB : Deutsche Bahn, les chemins de fer allemands.
- DCF : en France, la Direction de la circulation ferroviaire.
- DCO : distance de couverture des obstacles.
- DDF : De Dietrich Ferroviaire, ancien nom d'un constructeur français de matériel ferroviaire.
- DEL : Division des études des locomotives de la SNCF.
- DEV : Division des études des voitures de la SNCF ; nom d'un type de voitures étudiées par la division.
- Dérive : mise en marche d'un ou de plusieurs véhicules (voiture, wagon) à la suite d'une immobilisation défaillante, notamment en présence d'une pente importante.
- DR : sigle d'une ancienne compagnie ferroviaire allemande, la Deutsche Reichsbahn.
- DRR : document de référence du réseau ferré national français rédigé par SNCF Réseau.
- DSB : Danske Statsbaner, les chemins de fer danois.
- DT : double traction.
- DV : double voie.

### E
- EAD : élément automoteur diesel[9], une famille d'autorails de la SNCF.
- EAS : en France, pour la SNCF, équipement à agent seul. Train dans lequel l'agent de conduite est seul, sans agent d'accompagnement.
- Échanger un token (anglais, exchange a token) : au Royaume-Uni et en Irlande, se réfère au conducteur d'un train, avant d'entrer à une ligne à voie unique, ayant besoin d'échanger un objet particulier avec l'aiguilleur.
- Éclisse : pièce métallique faisant la liaison entre deux rails.
- EC : train EuroCity.
- ECR : Euro Cargo Rail, une filiale de la Deutsche Bahn, devenue DB Cargo France le 15 septembre 2021.
- ECT : en France, pour la SNCF, établissement commercial trains.
- EEF : en France, pour la SNCF, établissement exploitation fret.
- EEV : en France, pour la SNCF, établissement d'exploitation voyageurs.
- EEX : en France, pour la SNCF, établissement d'exploitation.
- EF : entreprise ferroviaire. Peut également signifier essai de frein.
- EI : en France, pour la SNCF, établissement industriel.
- EIC : en France, pour la SNCF, un établissement infrastructure et circulation.
- EIMM : en France, pour la SNCF, établissement industriel de maintenance du matériel.
- EIM TGV : en France, pour la SNCF, établissement industriel de maintenance des TGV.
- EIV : en France, pour la SNCF, établissement industriel équipement.
- EL : 
  - sigle d'une ancienne administration allemande, la Direction générale impériale des chemins de fer d'Alsace-Lorraine ou Kaiserliche Generaldirektion der Eisenbahnen in Elsaß-Lothringen.
  - Erie Lackawanna, ancienne compagnie de chemin de fer aux États-Unis
- ELRE : en France, pour la SNCF, établissement logistique régional de l'équipement.
- EM : engin moteur. Véhicule ferroviaire capable de se déplacer par ses propres moyens (à l’inverse d’un matériel remorqué), ce peut donc être une locomotive ou un locotracteur mais aussi une draisine ou encore un véhicule rail-route.
- EMD : Electro-Motive Diesel, un constructeur ferroviaire américain.
- EMF : en France, pour la SNCF, établissement multi-fonctions.
- EMM : en France, pour la SNCF, établissement de maintenance du matériel.
- EMT : en France, pour la SNCF, établissement de maintenance et de traction.
- Empattement : pour un bogie à deux essieux, désigne la distance entre ces essieux ; pour un bogie avec plus de deux essieux, l'empattement est la distance entre les essieux extrêmes.
- Engineer : en Amérique du Nord, personne chargée de la conduite de la locomotive, sous la supervision du Conductor[10].
- Entraxe : se dit de la distance entre les points de fixation/rotation de deux bogies sur un même châssis (entraxe est inapproprié pour désigner l'empattement d'un bogie). Par extension, le terme s'applique également à la distance entre deux bogies jakobs.
- Enclenchement : système de sécurisation des commandes d'appareils de voie.
- EP : embranchement particulier, aussi appelé installation terminale embranchée (ITE).
- EPOC : en France, pour la SNCF, établissement de production et d'optimisation du combiné.
- EPSF : en France, sigle désignant l'Établissement public de sécurité ferroviaire.
- ERTMS : le système européen de gestion du trafic ferroviaire.
- Est : raccourci du nom d'une ancienne compagnie ferroviaire française, la Compagnie des chemins de fer de l'Est.
- ESV : en France, pour la SNCF, établissement de service voyageurs.
- ET : en France, pour la SNCF, établissement traction.
- État : raccourci du nom d'une ancienne administration française, l'Administration des chemins de fer de l'État.
- ETCS : le système européen de contrôle des trains.
- Étendard : nom de baptême d'un train ayant circulé entre Paris et Bordeaux de 1968 à 1990.
- ETG : Élément à turbine à gaz, un type de rames voyageurs de la SNCF.
- EUAR : European Union Agency for Railways (Agence de l'Union européenne pour les chemins de fer)
- EVEN : en France, pour la SNCF, établissement équipement et entretien. Devenu Infrapôle.
- Express : ou rapide, train desservant uniquement les gares importantes situées sur son parcours.

### F
- Faisceau : ensemble de voies parallèles.
- Feu blanc : en France, signal commandant ou confirmant l'observation de la marche en manœuvre. Ce signal permet le départ des trains en ligne.
- Feu blanc clignotant : en France, signal commandant ou confirmant l’exécution d'une manœuvre généralement de faible étendue.
- Feu rouge clignotant : en France, signal permettant au conducteur de s'avancer en marche à vue, sans marquer l'arrêt, mais sans dépasser la vitesse de 15 km/h au franchissement du signal.
- Feu vert : en France, signal indiquant que la marche normale est autorisée.
- Feu vert clignotant : en France, signal indiquant de ne pas dépasser la vitesse de 160 km/h, pour les trains en mesure de dépasser cette vitesse, au plus tard au franchissement du panneau suivant[11].
- FFMF : Fédération française de modélisme ferroviaire.
- FIEF : frein d'immobilisation pour essais de frein. Agissant sur le premier bogie d'une rame voyageurs, il permet d'immobiliser cette dernière pendant que sont effectués les essais des freins (serrage et desserrage) de l'ensemble du train.
- Flaman : nom d'un appareil indicateur-enregistreur de vitesse à la SNCF.
- Fret : le transport de marchandises. Peut aussi designer Hexafret (anciennement Fret SNCF), filiale de transport de marchandises de la SNCF.
- FRMCS : Future Railway Mobile Communication System, nouvelle norme européenne de communication des chemins de fer[12].
- FS : Ferrovie dello Stato Italiane, les chemins de fer italiens.
- FTE : Forum Train Europe, organisation paneuropéenne chargée de la planification pour le transport ferroviaire.

### G
- Gabarit : encombrement maximal du train.
- GB et GB1 : gabarit ferroviaire[Où ?] défini pour permettre le transport de certains conteneurs de grandes dimensions.
- Garage actif : en France, installation de voie principale qui permet de garer un train pour le faire doubler par un autre. On emploie aussi le terme Évitement de circulation. En Suisse, le terme usuel est Voie de dépassement.
- Gare : emplacement, bâtiments et installations diverses, aménagés pour permettre la montée ou la descente des voyageurs, ou le chargement et le déchargement des marchandises.
- Gare fret : ou gare aux marchandises, gare utilisée uniquement pour le trafic des marchandises.
- Gares nouvelles : gares spécialement construites pour accueillir le matériel à grande vitesse. Ces gares ont été construites dans des sites très variés.
- GC : en France, pour la SNCF, se dit d'une rame grand confort.
- GBE (« Garé bon état ») : en France, pour la SNCF, se dit d'un engin roulant qui est retiré du service alors qu'aucune défaillance n'est constatée. Un garage en bon état est souvent dû à une baisse de la charge de travail affectée à l'engin et/ou à sa famille d'engins. L'appareil n'est pas retiré des effectifs et peut être remis en service ultérieurement moyennant peu de frais.
- GE : 
  - En France, pour la SNCF, voiture « Grill Express » proposant une restauration dans les trains Corail. Se dit d'une voiture affectée au service de restauration rapide.
  - General Electric, entreprise des États-Unis construisant des locomotives.
- GF (« Garage franc ») : repère à ne pas dépasser pour ne pas engager les croisements d’un faisceau de voies convergentes.
- GI (« Gestionnaire d'infrastructure ») : en France, entreprise, souvent publique, voire administration de l'État, chargée de gérer un réseau ferroviaire, indépendante ou non de celles chargées d'exploiter les services de transport ferroviaire.
- GL : en France, les trains Grandes Lignes.
- Gondola : wagon plat à bords hauts ou wagon tombereau en Amérique du nord[4].
- GOA : Grade Of Automation, Train autonome ou ATO, système de conduite automatique.
- GOV : en France, graphique d'occupation des voies.
- GRD (« Garé réparation différée ») : se dit d'un engin qui est retiré du service pour y effectuer une réparation qui doit être réalisée « plus tard », avant de le remettre en service actif.
- Graphique de circulation : en France, représentation sur deux axes, espace et temps, de l'utilisation de la capacité d'une ligne ferroviaire (se traduisant à la fois par des sillons et par des plages de maintenance). En Suisse le terme utilisé est Horaire graphique.
- Guidon d'arrêt : en France, pour la SNCF, signal de protection d'appareils de voie isolés ou de passages à niveau, présentant une bande rouge horizontale, commandant l'arrêt, utilisé pour limiter la zone de manœuvre d'un train.
- GV : grande vitesse, transport des denrées périssables dans la première moitié du XXe siècle en France, remplacé par régime accéléré (RA) après la création de la SNCF[13].
- GWR : Great Western Railway, ancienne compagnie de chemin de fer au Royaume-Uni.

### H
- Halte : point d’arrêt dépourvu de personnel et/ou de bâtiment voyageurs, ne comportant généralement qu’un simple quai.
- Haut-le-pied : en France, circulation non commerciale (ex : retour d'une locomotive au dépôt)[14] ; pour la Suisse, voir Train de locomotives. En Suisse également, ce terme désigne une course de service effectuée en tant que voyageur par le personnel roulant (mécanicien de locomotives, etc.)
- Hbf : Hauptbahnhof, gare centrale en allemand.
- Hopper : wagon trémie, couvert ou non, en Amérique du Nord[4].
- Horaire graphique : en Suisse, expression équivalente à Graphique de circulation utilisée en France.
- Hi-cube boxcar : en Amérique du Nord, type de wagon couvert rehaussé[4].
- HM : Halle à marchandises
- HST : High Speed Train, train à grande vitesse britannique.

### I
- IC : 
  - train InterCity
  - En France, train Intercités
  - Illinois Central, ancienne compagnie de chemin de fer aux États-Unis.
- ICE : Intercity-Express, train à grande vitesse allemand.
- ICS : en France, pour la SNCF, installation de contre-sens à caractère permanent (IPCS) ou temporaire (ITCS) permettant, en double voie, de faire circuler des trains en sens inverse du sens normal.
- IÉ : Iarnród Éireann (ou Irish Rail), les chemins de fer irlandais (dans la république d'Irlande).
- Impaire (voie) : sur une ligne à deux voies ou plus, voie suivie, dans le sens normal des circulations, par les trains qui s'éloignent du point kilométrique d'origine ; ces trains portent un numéro impair et sont désignés comme « trains impairs » ou « trains de sens impair ».
- Infra : en France, jusqu'en 2014, ancienne activité de l'Infrastructure fusionnée, ensuite, avec RFF pour devenir SNCF Réseau.
- Infralog : en France, pour SNCF Réseau, appui logistique et autres.
- Infrapôle : en France, pour SNCF Réseau, production maintenance et travaux.
- IPCS : Installation permanente de contre-sens
- IS : en France, une installation de sécurité.
- ITE : installation terminale embranchée, aussi appelée embranchement particulier.
- ITC : interruption temporaire de circulation.

### J
- Jaune (familier) : en France, signal d'avertissement.

### K
- KCS : en Amérique du Nord, Kansas City Southern Railway, compagnie de chemin de fer de classe I.
- KCSM : en Amérique du Nord, Kansas City Southern de México, compagnie de chemin de fer de classe I.
- KE : en France, wagon Kangourou à essieux.
- KVB : en France, le Contrôle de vitesse par balises .
- KOCS : en France, le Contrôle d'ouverture du carré de sortie.

### L
- LGV : ligne à grande vitesse construite spécialement pour permettre la circulation de trains à plus de 220 km/h.
- Livrée : la décoration extérieure d'un matériel ferroviaire.
- LMS : London, Midland and Scottish Railway, ancienne compagnie de chemin de fer au Royaume-Uni.
- LNER : London and North Eastern Railway, ancienne compagnie de chemin de fer au Royaume-Uni.
- LTV : en France, pour la SNCF, limitation temporaire de vitesse.
- LU : London Underground, le métro de Londres.

### M
- MA : en France, désigne les trains de marchandises.
- MaaS : Mobility as a Service, en français: Mobilité comme service
- Machine : terme générique utilisé pour désigner un engin moteur.
- Manœuvre : déplacement, guidé par des signaux de manœuvre, par radio..., d'engins moteurs remorquant ou non un ou plusieurs véhicules ou de véhicules non remorqués. Ce terme désigne également l'ensemble des véhicules déplacés.
- Manœuvre zéro : dans le métro de Paris, arrivée à quai dans une station terminale puis départ dans l'autre sens, sans retournement sur un tiroir d'arrière-gare.
- Marche à vue : l'obligation de « marcher à vue » impose au conducteur :
  - de s'avancer avec prudence, en réglant sa vitesse, compte tenu de la partie de voie qu'il aperçoit devant lui, de manière à pouvoir s’arrêter avant une queue de train, un signal d'arrêt ou un obstacle ;
  - de ne pas dépasser la vitesse de 30 km/h en France et de 40 km/h en Suisse, sauf si une vitesse inférieure est prescrite.
- Marche en manœuvre : En France, l'obligation de « marcher en manœuvre » impose au conducteur de s'avancer avec prudence, sans dépasser la vitesse de 30 km/h et en se tenant prêt à obéir aux signaux qu'il pourrait rencontrer ou qui pourraient lui être faits. Lorsque le conducteur est en tête du mouvement ou refoule un véhicule, la vitesse doit être réglée en tenant compte du nombre de véhicules de la circulation, du freinage réalisé éventuellement réduit au seul freinage de l'engin moteur, et du profil de la voie pour être en mesure de s'arrêter au point indiqué ou si nécessaire dans la partie de voie libre visible[15].
- Marche prudente : en France, l'obligation de « marcher avec prudence » impose au conducteur de franchir une partie de voie délimitée en réduisant sa vitesse compte tenu du motif qui lui a été indiqué.
- Marcher sur l'erre : en France, fait de rouler traction coupée. Elle permet d'économiser le carburant ou le courant de traction par ex. à l'approche d'un point d'arrêt ou d'une zone à vitesse réduite.
- Matériel remorqué : désigne un matériel ne pouvant pas se déplacer par ses propres moyens (exemples : voitures voyageurs, wagons).
- MD  : marchandise dangereuse.
- MDPA : les mines de potasse d'Alsace, ces dernières disposaient d'un important réseau ferroviaire privé.
- ME : en France, désigne les trains de messageries.
- Midi : raccourci du nom d'une ancienne compagnie ferroviaire française, la Compagnie des chemins de fer du Midi et du Canal latéral à la Garonne.
- MIE : Mécanisme pour l’interconnexion en Europe. Cet instrument financier de l'Union européenne a pour objectif de soutenir les investissements dans les projets d’infrastructures dans trois domaines : le transport, l’énergie et les télécommunications[16].
- Mistral : nom de baptême d'un train ayant circulé entre Paris et Nice de 1950 à 1981. Désigne également un type de voitures voyageurs de la SNCF.
- MLMC : multi-lots multi-clients, nom commercial de l'offre de wagons isolés de Fret SNCF.
- MOROP : Fédération européenne des modélistes ferroviaires et amis des chemins de fer.
- MVGV : en France, désigne les trains de messageries à grande vitesse aussi appelés « trains blocs express » (exploités par le Sernam, ces trains n'existent plus depuis 2011).

### N
- Nez cassés : famille de locomotives construites par Alstom.
- NMRA : National Model Railroad Association, fédération nord-américaine de modélisme ferroviaire.
- NBS en allemand: NeuBauStrecke; lignes nouvelles à grande vitesse
- NIR : Northern Ireland Railways, les chemins de fer nord-irlandais.
- Nord : raccourci du nom d'une ancienne compagnie ferroviaire française, la Compagnie des chemins de fer du Nord.
- NR : Network Rail, société d'État britannique, propriétaire du réseau ferroviaire national britannique, dont elle assure la gestion et l'entretien.
- NS : 
  - en Amérique du Nord, Norfolk Southern, compagnie de chemin de fer de classe I.
  - Nederlandse Spoorwegen, les chemins de fer néerlandais.
- NSB : Norges Statsbaner, les chemins de fer norvégiens. Connu par le nom de Vy (« vue ») depuis 2019.

### O
- ÖBB : Österreichische Bundesbahnen, les chemins de fer autrichiens.
- OCEM : en France, Office Central d'Études de Matériel de chemins de fer.
- OCW : en France, organisme de coordination wagons.
- Œilleton : en France, petite lumière blanche en bas à gauche du signal qui s'allume quand celui-ci affiche un aspect autre que le carré fermé ou le feu blanc. Il évite toute confusion entre un aspect « sémaphore » et un aspect « carré », dont l'ampoule d'un des feux rouges serait grillée[17].
- OFP : en France, un opérateur ferroviaire de proximité.
- Omnibus : train desservant toutes les gares et haltes situées sur son parcours.
- ONCF (association) : Orphelinat national des chemins de fer de France, association de cheminots consacrée à l'entraide et à la solidarité envers les enfants de cheminots.
- ONCF : Office national des chemins de fer, les chemins de fer marocains.
- OPMV : sigle pour « opération mi-vie », consistant en des travaux de maintenance comportant une remise en état complète d'une locomotive, d'un élément automoteur ou d'une rame automotrice, effectuée lorsque le matériel atteint la moitié de sa vie potentielle.
- OFI : en France, opérateur ferroviaire industrie.
- OFS : en France, opérateur fret au sol (regroupe les fonctions de chef de la manœuvre, agent formation, reconnaisseur, agent de desserte et agent d'accompagnement), aussi appelé opérateur de production fret (OPF).
- Otif ; Organisation intergouvernementale pour les transports internationaux ferroviaires
- Ouest : raccourci du nom d'une ancienne compagnie ferroviaire française, la Compagnie des chemins de fer de l'Ouest.

### P
- PAI : en France, poste d'aiguillage informatique.
- Paire (voie) : En France, sur une ligne à deux voies ou plus, voie suivie, dans le sens normal des circulations, par les trains qui se rapprochent du point kilométrique d'origine ; ces trains portent un numéro pair et sont désignés comme « trains pairs » ou « trains de sens pair ».
- PANG : en Belgique, point d'arrêt non gardé, gare non desservie par du personnel de vente[18].
- PANG : en France, point d'arrêt non géré est une expression utilisée dans le classement administratif des gares pour désigner les haltes sans personnel[19],[20].
- Pantographe : dispositif articulé permettant à une locomotive électrique de capter le courant par frottement sur la caténaire.
- Pédale : dispositif mécanique ou électrique de détection ponctuelle de passage de la roue d'un train.
- Pinceau : les faisceaux (ensemble de voies parallèles) importants, notamment dans les triages, sont eux-mêmes divisés en « pinceaux ».
- PK : Point kilométrique, point de repère, matérialisé le long des voies ferrées, indiquant sa distance depuis un point d'origine pas obligatoirement sur la ligne (origine du chaînage : voir ci-dessus).
- PKP : Polskie Koleje Państwowe, les chemins de fer polonais.
- PLM : sigle d'une ancienne compagnie ferroviaire française, la Compagnie des chemins de fer de Paris à Lyon et à la Méditerranée.
- PMV : Panneau à messages variables ou Poste à manettes de voie.
- PN : passage à niveau.
- PO : sigle d'une ancienne compagnie ferroviaire française, la Compagnie du chemin de fer de Paris à Orléans.
- Poste : installation comportant la manœuvre de signaux et, éventuellement, d'appareils de voie. Certains groupes de leviers de commande, sous la dépendance d'un poste, sont désignés « Point ».
- Poulain : instrument de manutention permettant de charger des fûts.
- Pousse-wagon : voir Anspect, ou véhicule non ferroviaire permettant de déplacer des wagons.
- PPE : prêt pour expédition.
- PRCI : Poste d'aiguillage à relais à commande informatique
- PRG : Poste d'aiguillage tout relais à câblage géographique
- PRS : en France, poste d'aiguillage tout relais à transit souple.
- PV : petite vitesse, transport des marchandises non périssables dans la première moitié du XXe siècle en France, remplacé par régime ordinaire (RO) après la création de la SNCF[13].

### Q
- Quai de gare : est un aménagement dans une gare ferroviaire (quai de gare), une station de métro (quai de station de métro) ou de tramway (quai de station de tramway), parallèle à la voie ferrée et permettant aux passagers d'accéder aux voitures de la rame.

### R
- RA : régime accéléré, ancien service d'acheminement des marchandises de la SNCF, à distinguer du régime ordinaire (RO).
- RAT : en France, la reconnaissance de l'aptitude au transport.
- RATP : la Régie autonome des transports parisiens.
- Reconnaisseur : en France, agent chargé d’effectuer une reconnaissance de l’aptitude au transport (RAT).
- Rebroussement : fait, pour un train, de repartir sur la même voie mais dans le sens inverse de son arrivée.
- Refouler : pour une circulation ferroviaire, action de reculer, guidé par des signaux de manœuvre.
- Régulateur : agent qualifié pour organiser et contrôler les circulations. En France, concerne certaines lignes ou sections de lignes dites régulées et désignées comme telles au « Livret de la marche des trains » ; il exécute ou fait exécuter les opérations de sécurité définies par les règlements. En Suisse (CFF), il assume la responsabilité de l'exploitation opérationnelle et la gestion du trafic dans son secteur.
- REM : en France, Réseau express métropolitain
- Remonte : la conduite d'une rame de voitures, automotrice ou bien tractée ou poussée par une locomotive, vers un site de stationnement.
- RENFE : Red Nacional de los Ferrocarriles Españoles, les chemins de fer espagnols.
- RER : Réseau express régional, système de desserte à l'intérieur d'une région ou entre régions limitrophes.
- RFF : Réseau ferré de France, ancien propriétaire et gestionnaire du réseau ferré national français, remplacé depuis le 1er janvier 2015 par SNCF Réseau.
- RFN : Réseau ferré national (France).
- RFP : réseau ferré portuaire.
- RGP : Rame à grand parcours, un type de rames voyageurs de la SNCF.
- RIO : Rame inox omnibus, un type de rames voyageurs de la SNCF.
- RIV : Regolamento Internazionale dei Veicoli ou réglementation internationale des wagons, remplacée par le CUU.
- RLE : Rail Logistics Europe, la branche fret et logistique ferroviaire du groupe SNCF.
- RO : régime ordinaire, ancien service d'acheminement des marchandises de la SNCF, à distinguer du régime accéléré (RA).
- ROSCO en anglais, rolling stock company, Entreprise de matériel ferroviaire.
- RRR : Rame réversible régionale, un type de rames voyageurs de la SNCF.
- RT : en France, les « Renseignements Techniques » constituent une base de données contenant l'ensemble des éléments descriptifs des installations d'une ligne et éventuellement d'une ou plusieurs lignes ou raccordements greffés sur la ligne principale. Les indications concernent notamment les vitesses limites des trains, les conditions particulières de traction et les masses remorquables. En Suisse (CFF), ces données sont reprises dans le RADN.
- RTG : Rame à turbine à gaz, un type de rames voyageurs de la SNCF.
- RVB : en Europe francophone, Renouvellement Voie Ballast.

### S
- SACM : Société alsacienne de constructions mécaniques, un ancien constructeur français de matériel ferroviaire. Ancêtre d'Alstom.
- Saut-de-mouton : dispositif permettant à une voie ferrée de passer au-dessus d'une autre.
- Station : en France, de manière générale, on parle de station pour désigner une gare de faible importance mais mieux aménagée qu’une simple halte. Le terme a vieilli et n’est plus guère utilisé, sauf pour le métro.
- SEGI : en France, Société d'équipement des grands itinéraires.
- Sémaphore : en France, signal fermé qui commande l'arrêt avant celui-ci. Il est implanté à l'origine du canton qu'il protège.
- SERM : en France, Servises express régionnaux métropolitains.
- Sernam : le Service national des messageries, un ancien service de la SNCF.
- SGW : en France, Société de gérance des wagons.
- Shortline : type de compagnie nord-américaine exploitant une ligne particulière, souvent courte et à faible revenu.
- SHGT : en France, Société havraise de gestion et de transport.
- Sillon horaire : dans le domaine du transport ferroviaire, est « la capacité d'infrastructure requise pour faire circuler un train donné d'un point à un autre à un moment donné », autrement dit la « période durant laquelle une infrastructure donnée est affectée à la circulation d'un train entre deux points du réseau ferré ».
- SJ : Statens Järnvägar, les chemins de fer suédois.
- Sibelit : Société pour l’itinéraire Belgique, Lorraine-Luxembourg, Italie.
- SMR : Site de maintenance et de remisage
- SNCB : la Société nationale des chemins de fer belges.
- SNCF : la Société nationale des chemins de fer français.
- SR : Southern Railway, ancienne compagnie de chemin de fer au Royaume-Uni.
- STEF : groupe français, anciennement désigné sous le sigle STEF-TFE, spécialisé dans la logistique et le transport de produits alimentaires frais et surgelés, anciennement par train.
- STEM : en France, la Surveillance des trains en marche.
- STF : en France, Supervision technique de flotte.
- STI : sigle signifiant spécification technique d'interopérabilité.
- STIF : le Syndicat des transports d'Île-de-France.
- SUD : en France, surveillant de dépôt.
- SUGE : en France, la Surveillance générale ou police des chemins de fer.
- Suite rapide : ensemble de trains de travaux permettant d'effectuer un Renouvellement Voie Ballast.
- SWING : suivi des wagons isolés nouvelle génération, outil informatique de Fret SNCF.
- Système Péchot : le système Péchot, du nom du colonel Péchot de l'armée de terre française qui fut à son origine, est un ensemble de voies ferrées et de matériel roulant de campagne.

### T
- TAC : en Europe francophone, train auto-couchettes.
- TAR : en France, Train Automoteur Rapide ou TAR (autorail), mis en service par les chemins de fer du Nord
- TBE : en France, désigne les trains blocs express, aussi appelés trains de messagerie à grande vitesse (exploités par le Sernam, ces trains n'existent plus depuis 2011).
- TC : en France, Technicentre. Peut également signifier terminal combiné.
- TCO : tableau de contrôle optique.
- TE : transport exceptionnel. Peut également signifier train entier.
- TEE : Trans-Europ-Express.
- TER : en France, Transport express régional ou train express régional.
- TER 200 : train express régional circulant à 200 km/h entre Strasbourg et Bâle.
- Terrier : passage des voies ferrées sous d'autres infrastructures.
- TES : en France, tâche essentielle de sécurité. En Suisse, train d'extinction et de sauvetage.
- TFS : en France, Tramway français standard
- TGV : train à grande vitesse ; en France, marque déposée de la SNCF.
- Tête à queue (faire un) : se dit lorsque le train arrive dans un sens et repart dans l'autre avec la même locomotive, dételée et remise en tête du train.
- TIDD : tableau indicateur de direction à distance.
- TIP : tableau indicateur de provenance.
- Tiroir de manœuvre : installation utilisée pour faire changer de voie un train ou une rame arrivant au terminus d'une ligne et devant repartir dans l'autre sens.
- TLC : tableau lumineux de correspondance.
- TM : train de machines.
- TMB : Tramway du Mont-Blanc.
- TOV : tableau d’occupation des voies.
- Train : engin moteur ou groupe d'engins moteurs remorquant ou non un ou plusieurs véhicules, circulant en suivant une marche tracée, ou en marche indéterminée, ou bien selon un régime spécial (train de travaux, …).
- Triage : type de gare dont la fonction est la recomposition des trains (en France, dits du lotissement), c'est-à-dire des trains qui acheminent les wagons isolés.
- Train de locomotives : en Suisse et en France, indique toute circulation d'une ou plusieurs locomotives attelées ensemble (en service ou remorquées) et circulant en tant que train, en gare comme en pleine voie.
- TSAE : en France, tâche de sécurité autre qu’essentielle.
- TTX : 
  - En Europe francophone, train de travaux
  - En Amérique du Nord, TTX Corporation, compagnie inter-entreprises de location de wagons de transport d'automobiles et de wagons porte-conteneurs
- TVM : en France, transmission voie-machine, système de signalisation en cabine.
- TVP : en France, traversée des voies par le public, s'effectuant à niveau.
- TVR : en France, Transport sur voie réservée ou Tramway sur pneumatiques.

### U
- UIC : Union internationale des chemins de fer ; nom d'un type de voitures étudiées par l'union.
- UM : unité multiple, désigne le couplage de plusieurs engins moteurs.
- UO et UOP : pour la SNCF, unité opérationnelle et unité opérationnelle de production.
- UP : Union Pacific, un des chemins de fer américains de classe I.
- US : unité simple, par opposition à Unité Multiple.
- UTI  : unité de transport intermodal.

### V
- V : en France, pour la SNCF, les wagons marqués d'un « V » sont affectés à la filière équipement.
- V2N : en France et en Suisse, voiture à deux niveaux entrant dans la composition de rames tractées ou poussées par une locomotive.
- VACMA : veille automatique à contrôle de maintien d’appui.
- VAL : véhicule automatique léger, système de métro automatique.
- VB : en France, dénomination abrégée du « service voie et bâtiments », un des trois grands services que comportait chacune des régions de la SNCF de 1938 à 1972, à côté du « service de l'exploitation » et du « service matériel et traction ».
- VDEV, Verein Deutscher Eisenbahnverwaltungen, Union des administrations ferroviaires allemandes, institution créée en 1847 afin d'associer les administrations ferroviaires prussiennes pour favoriser la standardisation, élargie ensuite à l'empire allemand.
- VFLI : Voies ferrées locales et industrielles, une filiale de la SNCF, devenue Captrain France depuis le 1er janvier 2021.
- Visiteur : en France, agent chargé d’effectuer une visite technique sur les wagons.
- VMEV, Verein Mitteleuropäischer Eisenbahnverwaltungen, Union des administrations ferroviaires d'Europe centrale, nom de la VDEV à partir de 1932.
- Voie banalisée (VB)
  - En France, régime d'exploitation d'une ligne à une voie ou à plusieurs voies parcourues par les trains des deux sens. Sur ces voies, des installations de sécurité s'opposent à l'expédition de deux trains de sens contraire à la rencontre l'un de l'autre. Sur les lignes à plusieurs voies banalisées, les trains d'un même sens peuvent circuler indifféremment sur l'une ou l'autre de ces voies.
  - En Suisse, voie d'un tronçon de pleine ligne à plusieurs voies, équipée d'appareils de block et de signaux permettant de circuler dans les deux directions.
- Voie principale (VP)
  - En France : les voies principales comprennent :
    - entre les gares, les voies affectées à la circulation des trains ;
    - dans les gares, les voies affectées à la circulation des trains notamment celles affectées à la réception ou au départ des trains transportant des voyageurs et certaines voies de circulation intérieures.

  - En Suisse : voie de gare sur laquelle il est possible d'entrer et de sortir (de la gare) en respectant les signaux pour trains.
- Voie secondaire
  - En Suisse : voie de gare sur laquelle il n'est pas possible d'entrer et de sortir avec les signaux pour trains. Ou, depuis laquelle, il est uniquement possible de sortir avec les signaux pour trains. Tous les mouvements de manœuvre y sont possibles.
- Voie de raccordement (VR)
  - En Suisse : voie(s), d'un gestionnaire privé, reliant un ou des client(s) du trafic marchandise (usine, etc.) à une gare ou à un tronçon de pleine voie jusqu'à l'emplacement appartenant au gestionnaire de l'infrastructure du réseau où le raccordement se fait.
- Voie unique (VU) : régime d'exploitation d'une ligne dans lequel les trains des deux sens circulent sur la même voie, les mesures à prendre pour éviter la rencontre de deux trains de sens contraire étant définies par les règlements ou par une consigne. Sur ce type de ligne, les trains de sens impair sont ceux qui s'éloignent du point kilométrique d'origine de celle-ci, tandis que les trains de sens pair sont ceux qui s'en rapprochent.
  - Voies entrelacées (ou mariées) : régime d'exploitation d'une ligne de transport où deux voies décalées partagent une plateforme commune. Exemple : viaduc Joly de Conflans-Sainte-Honorine, monorail de Seattle, ligne 6 du tramway de Lyon (en construction), nouvelle ligne du tramway de Caen (projet)
- VUSS : voie unique à signalisation simplifiée.
- VUT : voie unique temporaire.
- VUTR : voie unique à trafic restreint.

### W
- W pour Vide Voyageurs : en France, se dit d'une circulation d'une rame sans voyageurs, en général pour rejoindre un dépôt ou un terminus de ligne.
- Wagon-pupitre (WP) : wagon comprenant un support incliné utilisé pour transporter un appareil de voie lors des travaux de maintenance[21].
- WI : wagon isolé.

### X
- en France, pour la SNCF, immatriculation des autorails.

### Y
- en France, pour la SNCF, immatriculation des locotracteurs.

### Z
- Z :
  - en France, pour la SNCF, immatriculation des automotrices.
  - Tracé de voie en forme de Z, typique des chemins de fer de montagne.
  - En France, pour la SNCF, symbole sur les caisses pour distinguer les véhicules radiés.
  - En France, pancarte de signalisation indiquant une zone (Z) à vitesse réduite.
- Zébulon : en France, rames prototypes
  - du TGV : la Z 7001 ;
  - du MF 67 : rame Zébulon.

## Termes du jargon cheminot français
Les termes suivants sont usités ou ont été usités en France.

### Termes non spécifiques à un mode de traction
- Aller dans le sable : dérailler.
- Bien chaussée : se dit d'une locomotive qui a reçu des bandages de roue neufs.
- Boite à ragout : une voiture-restaurant.
- Boite de secours : boite renfermant le casse-croute.
- Bouffer le trait : dépasser la vitesse limite permise par une section de ligne, ou alors par le train concerné (si sa propre vitesse limite est plus faible que la précédente). Le trait se réfère aux graduations du tachymètre.
- Bouffer un carré : dépasser un carré (signal d'arrêt absolu).
- Chapeau mou : ingénieur traction.
- Coller au bleu : désigne le fait de réformer un wagon modèle K (à ne pas recharger).
- Coller au rouge : désigne le fait de réformer un wagon modèle 1 (à réparer sur place).
- Cul de plomb : désigne un agent administratif.
- Dromadaire : train dans lequel la locomotive est encadrée par des wagons ou des voitures, parfois appelé aussi « sandwich ».
- Faire des petits : perte de wagons en raison d'une rupture d'attelage.
- Faire le trait ou tenir le trait : circuler à la vitesse maximale permise par une section de ligne, ou alors par le train concerné (si sa propre vitesse limite est plus faible que la précédente).
- Faire sa pelote : arracher la caténaire.
- Ficelle : la caténaire.
- Fretteux : cheminots affectés au Fret SNCF.
- Fromage blanc : le chef de service d'une gare, en raison de la couleur de sa casquette.
- Guignol : le pantographe.
- Homme mort : la veille automatique ou veille automatique à contrôle de maintien d’appui.
- Radio ballast : expression utilisée pour désigner les rumeurs dont les origines sont inconnues.
- Ratier : un agent reconnaisseur.
- les Rouges : les lanternes de queue d’un train.
- S'essuyer les pieds : patiner lors du démarrage.
- Se faire tôler : être arrêté en cours de route par un signal.
- Soutien-gorge : signal indiquant la fin de la caténaire, en raison de la forme du panneau, parfois appelé aussi « cacahouète ».
- TGViste : conducteur de TGV.
- Tôle de sortie : signal de sortie d'un dépôt.
- Tôle de deux : un autorail.

### Termes propres à la traction vapeur
- Baron du rail : le mécanicien d'une locomotive.
- Basculer le feu : consiste à faire tomber le feu sous la machine en faisant basculer la grille qui le porte.
- Boîte à fumée : partie de la machine à vapeur située en dessous de la cheminée, que l'on peut ouvrir grâce à la grande porte ronde qui forme l'avant de la machine.
- Cale-soupape, couscous, farinard : charbon de mauvaise qualité qui ne risque pas de produire d'excès de pression vapeur qui ferait lever les soupapes de sécurité de la chaudière.
- Charrue, corbeau, corbillard, tombereau : qualificatifs utilisés pour désigner une mauvaise machine.
- Chaudron : chaudière de la machine.
- Ciel du foyer : désigne le plafond du foyer au-dessus duquel se trouve une partie de la chaudière.
- Coup de soleil : machine qui a été chauffée avec trop peu d'eau, ce qui a endommagé la chaudière qui a « pris un coup de soleil ».
- Crochet : outil du chauffeur formé d'une longue tige de métal terminée en crochet. Il est utilisé pour briser et retourner les plaques de mâchefer.
- Dure au gaz : se dit d'une machine qui a un bon rendement.
- Fondre les plombs : La fonte des plombs est, sur le plan moral et professionnel, la pire chose que puissent connaître un mécanicien et un chauffeur durant toute leur carrière. C'était assez rare. Les plombs sont une série de bouchons, composés majoritairement de plomb, qui bouchent des trous qui font communiquer directement l'intérieur de la chaudière avec le foyer. Dans le cas où le niveau d'eau est trop bas, les premiers plombs qui se trouvent à l'air libre se mettent à chauffer, puis fondent. La vapeur passe très violemment dans le foyer et éteint instantanément le feu.
- Galoper : terme désignant l'oscillation légère de certaines machines, due à la force centrifuge appliquée aux pièces d'embiellage, caractérisée par un mouvement d'avant en arrière à une certaine vitesse.
- Garnir les coins : prendre soin d'envoyer, au jugé, des pelletées de charbons sur les coins des grilles de combustion.
- Grand régulateur : désigne généralement la montre à gousset des mécaniciens vapeur, qui était la référence absolue pour la marche du train.
- Grille : celle sur laquelle brûle le charbon dans le foyer.
- Injecteur : permet d'injecter de l'eau dans la chaudière, qui est sous pression.
- Laminer au manche : admission de vapeur de manière la plus économe qui soit.
- Mâchefer : résidu issu de la combustion du charbon.
- Manche : commande d'admission de vapeur.
- Être au manche ou Prendre le manche : signifie que l'on est à la place du mécanicien.
- Marche funèbre : désigne un train qui va lentement faute de pression suffisante.
- Mécanique : terme qui était parfois utilisé pour désigner la machine.
- Peau : surface de la chaudière que l'équipe de conduite astique avec soin.
- Petit cheval (familier, en France) : pompe à piston mono-cylindre à double effet, permettant à l'aide de la vapeur de remplir en eau la chaudière produisant cette vapeur.
- Pied à plat : mécanicien de train lent de marchandises.
- Pirate : surnom donné par les roulants aux mécaniciens les plus audacieux.
- Planter un chou : rester en panne sur une ligne.
- Poële : foyer de la machine.
- Pont des soupirs : Dans les lignes en forte rampe se terminant par un pont, notamment avec les trains de marchandises, les machines se traînaient péniblement. Le dernier pont était donc surnommé le « pont des soupirs » à cause du bruit caractéristique de l'échappement de la machine peinant à petite vitesse.
- Poussier ou farinard : mauvais charbon dont la caractéristique est d'être en grains extrêmement fins. Il a tendance à étouffer le feu.
- Prise d'eau, grue à eau, ou tout simplement grue : désigne la manche à eau qui permet d'alimenter le tender en eau.
- Rapidard : qualificatif donné aux mécaniciens de machines de rapides. On dit aussi « dévorant » en référence à la consommation de charbon.
- Reniper : remonter en urgence absolue le feu et la pression après que l'on ait « planté un chou ».
- Ringard : outil du chauffeur en forme de raclette lui permettant de remuer le feu.
- Rôtir le chaudron : se dit lorsqu'on a fondu les plombs de la machine. On peut dire aussi « griller la bouille ».
- Talon : consiste à pousser le feu à l'avant ou à l'arrière du foyer en formant un talus. Le chauffeur fait un « talon » lorsque la machine est garée pour un temps qui ne justifie pas une extinction complète.
- Tubes : peut désigner soit les tubes de niveau d'eau, soit les tubes de la chaudière.
- Vorace : mécanicien ou chauffeur de train rapide ou express. On dit aussi « dévorant » ou encore « sénateur ».